# Lãnh thổ Ủy thác Quần đảo Thái Bình Dương
Lãnh thổ Ủy thác Quần đảo Thái Bình Dương (tiếng Anh: Trust Territory of the Pacific Islands hay viết tắt là TTPI) là một Lãnh thổ ủy thác Liên Hợp Quốc nằm trong tiểu vùng Micronesia (tây Thái Bình Dương) do Hoa Kỳ quản trị từ 18 tháng 7 năm 1947. Nó bao gồm cựu Lãnh thổ Ủy thác Nam Thái Bình Dương là một Lãnh thổ ủy thác Hội Quốc Liên do Nhật Bản quản trị và sau đó bị Hoa Kỳ chiếm được vào năm 1944. Ngày 21 tháng 10 năm 1986, Hoa Kỳ chấm dứt quản trị khu vực Quần đảo Marshall. Việc chấm dứt quản trị của Hoa Kỳ đối với Chuuk, Yap, Kosrae, Pohnpei, và các khu Quần đảo Mariana theo sau đó không bao lâu vào ngày 3 tháng 11 năm 1986. Liên Hợp Quốc chỉ chính thức chấm dứt việc ủy trị đối với Chuuk, Yap, Kosrae, Pohnpei, Quần đảo Mariana, và các khu của Quần đảo Marshall vào ngày 22 tháng 12 năm 1990. Ngày 25 tháng 5 năm 1994, Liên Hợp Quốc chấm dứt việc ủy trị đối với khu Palau sau khi Hoa Kỳ và Palau đồng ý thiết lập nền độc lập cho Palau vào ngày 1 tháng 10.
Khu vực này hiện nay được chia thành bốn lãnh thổ: 
- Cộng hòa Quần đảo Marshall (RMI) được thành lập năm 1979 và đã ký kết một Hiệp ước Liên kết Tự do với Hoa Kỳ (có hiệu lực ngày 21 tháng 10 năm 1986).
- Liên bang Micronesia (FSM) được thành lập năm 1979 và đã ký kết một Hiệp ước Liên kết Tự do với Hoa Kỳ (có hiệu lực ngày 3 tháng 11 năm 1986).
- Thịnh vượng chung Quần đảo Bắc Mariana (CNMI) được thành lập năm 1978 như một thịnh vượng chung có liên hiệp chính trị với Hoa Kỳ.
- Cộng hòa Palau được thành lập năm 1981 và đã ký kết một Hiệp ước Liên kết Tự do với Hoa Kỳ (có hiệu lực ngày 1 tháng 10 năm 1994).

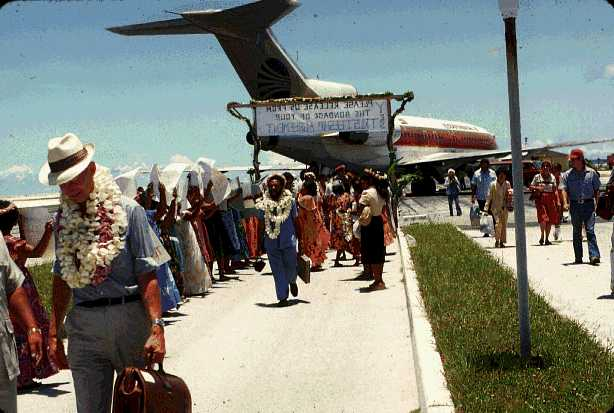
Đoàn sứ mệnh của Liên Hợp Quốc đến viếng thăm, Majuro, 1978. Biểu ngữ viết rằng "Xin hãy tháo dây buộc chúng tôi với thỏa thuận ủy trị của các ngài."

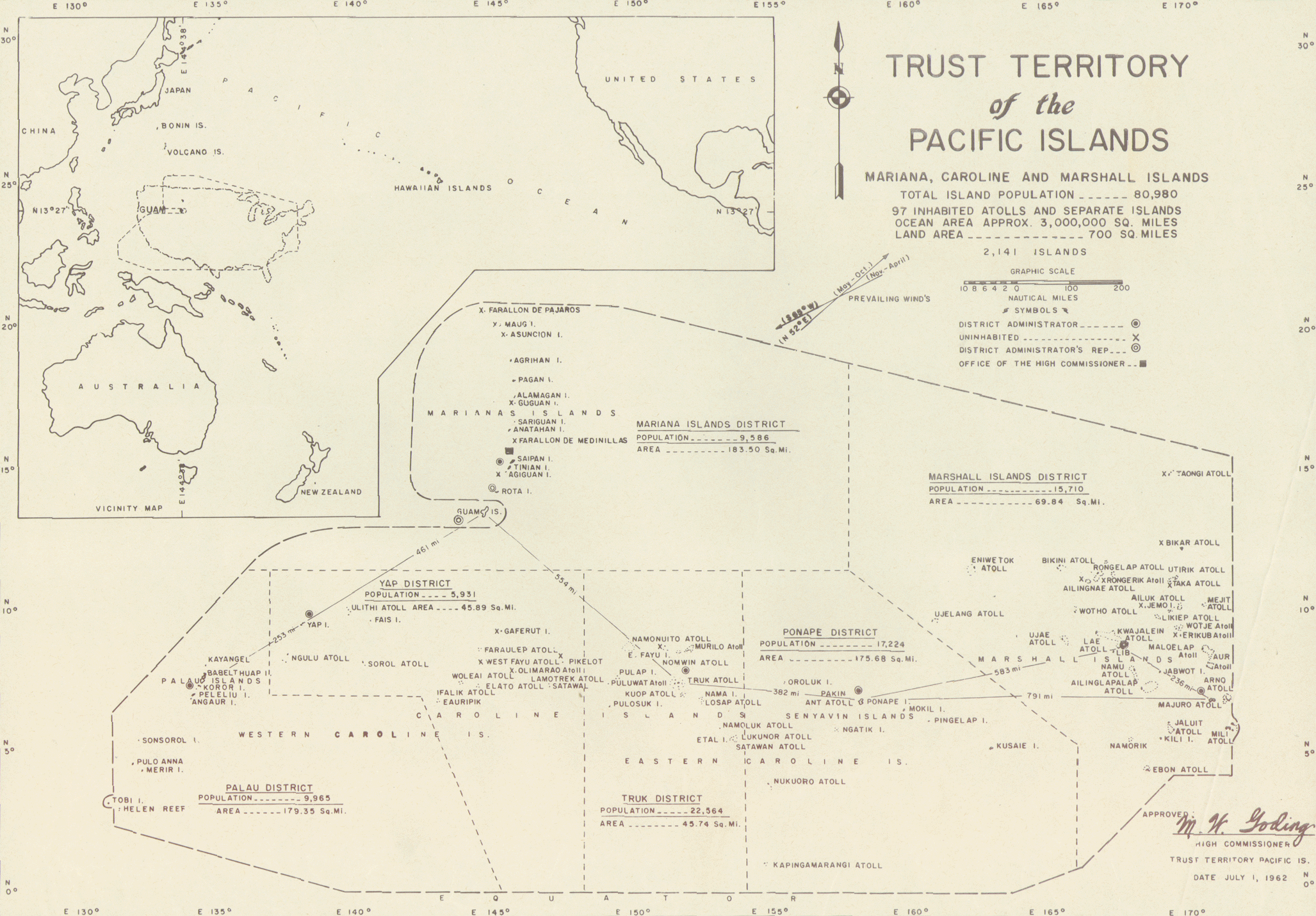
Bản đồ của Lãnh thổ từ năm 1961